# Bania (Moszczenica Wyżna)
Bania – część wsi Moszczenica Wyżna w Polsce, położona w województwie małopolskim, w powiecie nowosądeckim, w gminie Stary Sącz.
W latach 1975–1998 Bania administracyjnie należała do województwa nowosądeckiego.